# Margherita di Savoia
Margherita di Savoia (I Saléine dans le dialecte local, appelée jusqu'en 1879 Saline di Barletta) est une commune de 11 675 habitants de la province de Barletta-Andria-Trani, dans les Pouilles, en Italie. Jusqu'en 2004, elle a fait partie de la province de Foggia. La ville est située à proximité de l'embouchure de l'Ofanto.
Elle est connue pour ses salines marines d'environ vingt kilomètres de long qui sont les plus importantes d'Italie. Elles constituent une réserve naturelle protégée reconnue par l'État et sont considérées comme étant des zones humides d'intérêt international en vertu de la convention de Ramsar de 1971.
Les thermes représentent un autre élément fort de l'offre touristique de la ville. Elles utilisent les boues et les eaux riches qui proviennent des bassins des salines. On peut aussi citer la longue et large plage de sable fin qui accueille des dizaines d'établissements balnéaires ainsi que le Musée historique des Salines installé dans un ancien entrepôt de sel et adjacent à la Tour des Salines qui date du XVIe siècle.

## Géographie
Le centre de la ville se situe sur la rive de la mer Adriatique, dans une zone de plaine qui était auparavant marécageuse. Grâce à la nature du sol, argileux et caractérisé par une imperméabilité élevée, le jeu des marées permettait la submersion périodique de petites dépressions proches de la côte. Par évaporation de l'eau marine, il était possible de prélever le sel qui était largement utilisé pour la conservation des aliments.
De nos jours, le paysage a été radicalement transformé par le réaménagement des terres qui a permis la mise en culture des anciens lacs. La ville, serrée entre le littoral et les salines, présente une caractéristique structurelle fusiforme, se développant sur près de trois kilomètres de long sur trois avenues principales (la Via Giuseppe Garibaldi, le Corso Vittorio Emanuele et le Corso Africa Orientale) auxquelles on peut ajouter le Lungomare Cristoforo Colombo situé en bord de mer. L'expansion démographique et la croissance de l'habitat ont conduit à la naissance de nouveaux quartiers qui ont atténué l'ancienne structure de la région.

## Histoire

### Préhistoire et Antiquité
La présence des salines naturelles a fait la renommée de la localité et attire depuis des millénaires. À la préhistoire, la rencontre des reflux marins et des débris transportés par les torrents avait permis la naissance d'un plan d'eau aujourd'hui disparu : le lac Salpi. De cette époque, il reste quelques traces d'activité humaine. C'est le cas de deux cabanes circulaires creusées sur une plate-forme en pierre remontant à l'Âge du bronze qui servaient à l'exploitation du sel.
Au sud du lac Salpi, des traces d'occupation remontant au IXe siècle av. J.-C. prédisent la naissance d'une ville appartenant alors au territoire de la Daunie : Salapia. Les premières sources historiques ne citent toutefois le centre urbain qu'à l'époque de l'attaque d'Hannibal sur la cité voisine de Cannes. Après des oscillations climatiques au IIe siècle av. J.-C. qui reconfigure le plan d'eau et les dévastations de la guerre sociale, le centre urbain doit être déplacé sur la nouvelle bordure du lac, comme le note Vitruve dans son De architectura. L'oppidum vetus (vieil oppidum) est alors abandonné, probablement entre le milieu et la fin du Ier siècle av. J.-C. afin de s'établir dans un lieu plus sain six kilomètres plus loin. Un port romain devait exister sur l'autre rive du lac Salpi, peut-être près de la Torre Pietra, aujourd'hui aux confins occidentaux de la commune de Margherita di Savoia.

### Moyen-Âge et temps modernes
Au crépuscule de l'Empire romain et au Moyen-Âge, Salapia se fait particulièrement discrète dans les sources de l'époque. Des documents relatifs au concile d'Arles montrent toutefois qu'elle y participe et qu'elle est le siège d'un diocèse bel et bien actif. Son nom change alors progressivement et finit par devenir Salpi. Un lieu dénommé Salinis, de toute évidence étroitement liée à Salpi, apparaît sur la table de Peutinger. Les découvertes archéologiques montrent aussi que la ville continue à jouir de sa position sur les salines pendant le Moyen-Âge. Alors que la plaine du Tavoliere se dépeuple au milieu de l'époque médiévale, laissant la place à une végétation abondante, les bords du lac restent habités. Frédéric II autorise ainsi les navires vénitiens à accoster au port de Salpi, ce qui prouve l'activité de la ville sous son règne.
Les années qui suivent sont plus instables. En 1223, un séisme dévaste Siponto, au nord du lac, et les activités portuaires sont presque réduites à néant. En 1255, un autre tremblement de terre porte le coup de grâce à Salpi qui entame son déclin. Manfredonia est construite près de l'ancienne Siponto dans les années qui suivent et prend le relais. Au début des temps modernes, le lac est définitivement coupé de la mer par des dunes et la zone devient un marais. La malaria et la famine signent l'arrêt de mort de Salpi. Petit à petit, une partie des terres est asséchée dès cette époque. En 1615, l'évêque de Trani déclare que la ville est complètement détruite.
Au sud de cette zone aquatique, c'est surtout la ville de Barletta qui devient de plus en plus puissante depuis le Moyen-Âge, prenant la place qu'occupait Cannes dans la région. De ce fait, les salines situées dans cette partie du lac changent de nom : ce ne sont plus les "salines de Cannes" (Salinae Cannarum) mais les "salines de Barletta" (Saline di Barletta). Au XVIe siècle, plusieurs tours sont construites sur la côte, là où se trouve aujourd'hui Margherita di Savoia : la Torre Ofanto à l'embouchure du fleuve homonyme, la Torre delle Saline (ou Torrione) au milieu de la ville moderne ou encore la Torre Pietra à l'ouest.
Au cours des temps modernes, des maisons en paille sont construites dans la zone, avec autour de la Torre delle Saline quelques bâtiments en brique. Les salines se développent ensuite et deviennent de plus en plus importantes. En 1754, Charles de Bourbon, roi de Naples, les acquiert, leur donnant ainsi le nom de Regie Saline (Salines royales). Il charge alors l'architecte Luigi Vanvitelli de moderniser les salines qui sont divisées en plusieurs parties : Imperatrice, Reale, Armellina et Cappella. Les techniques d'exploitation du sel sont améliorées et les bassins sont réaménagés dans les années qui suivent, notamment sous l'impulsion de Vincenzo Pecorari qui crée une cinquième partie dénommée Regina.

### Époque contemporaine

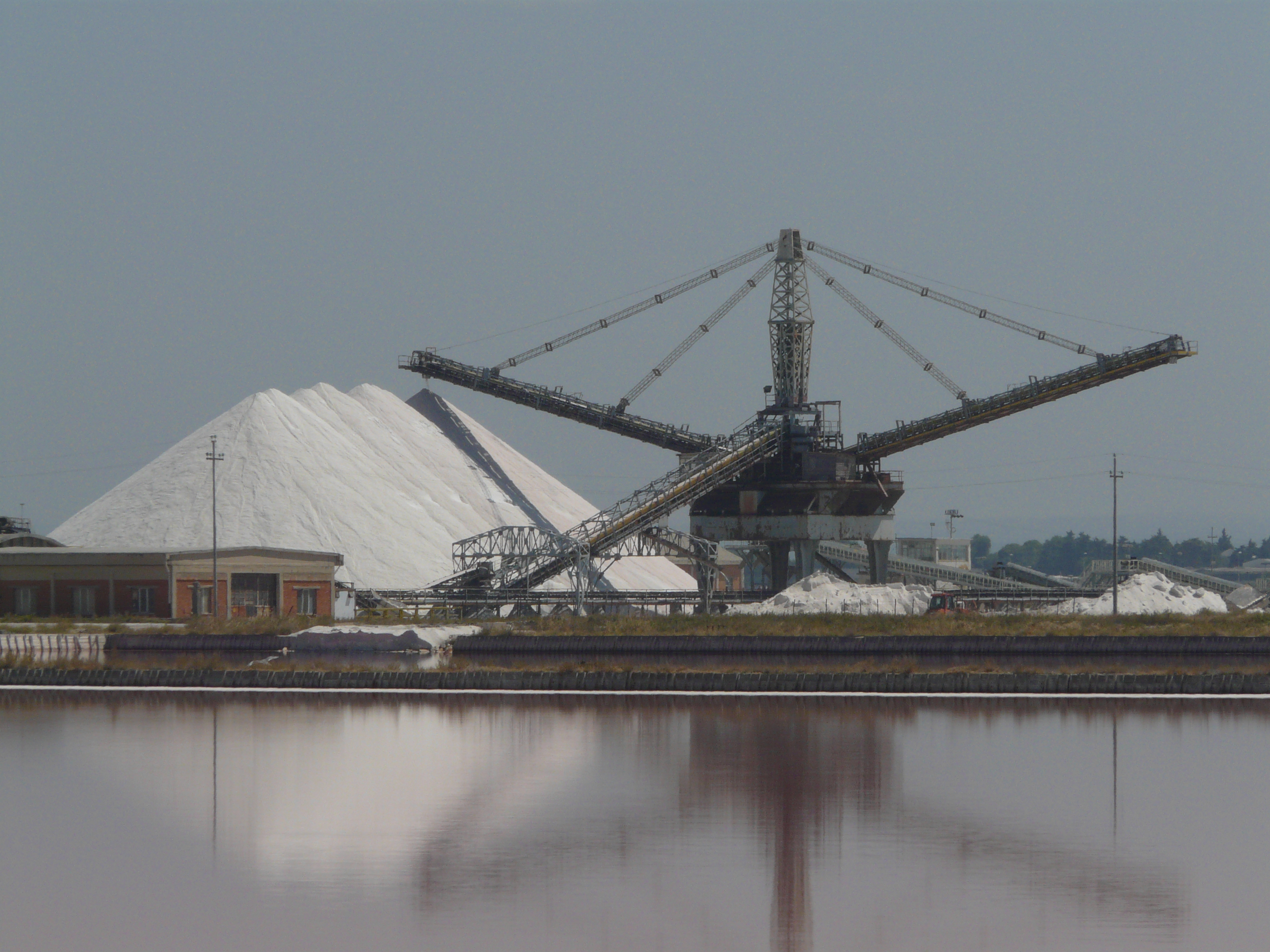
Les salines

En 1813, Joachim Murat, beau-frère de Napoléon Ier et roi de Naples, visite les salines et par un décret daté du 14 avril 1813, il édicte que celles-ci bénéficient désormais de sa propre administration communale. Il décide également que le maire puisse devenir le directeur des salines. Durant la première moitié du XIXe siècle, une des problématiques les plus prégnantes de la nouvelle commune concerne les habitants des maisons en paille. Leurs logements étant précaires et les incendies étant assez fréquents, leur situation est devenue assez critique. En 1847, les autorités du roi Ferdinand II des Deux-Siciles décident donc de transférer toute une partie de la population plus à l'intérieur des terres, dans la nouvelle localité de San Ferdinando.
La localité prend un nouvel essor avec l'unification italienne terminée en 1870. C'est à cette époque-là, en 1879, qu'elle change de nom pour rendre hommage à la nouvelle reine d'Italie, Marguerite de Savoie. En 1884, la ville inaugure sa gare et est reliée au réseau de chemins de fer italiens.

## Économie
L'économie de la commune est indissociable du processus d'extraction du sel. Les salines occupent encore aujourd'hui une superficie d'environ 4 000 hectares.

## Culture

### Monuments
- Cathédrale du Très-Saint-Sauveur (Duomo del Santissimo Salvatore)
- Église Maria Santissima Addolorata
- Église de la Beata Maria Vergine Ausiliatrice
- Église San Pio da Pietrelcina
- Église San Giuseppe
- Église San Michele Arcangelo
- Torre Pietra
- Torre delle Saline (dite Torrione)

### Musées
- Musée historique de la saline
- Pinacothèque Francesco Galante Civera

### Événements
- Fête du Santissimo San Salvatore début août
- Fête de la Madonna Addolorata
- Fête de la Madonna dello Sterpeto
- Fête de la Madonna del Carmine
- La Sagra del Sale
- Foire nationale de l'artisanat et des produits du terroir
- Salt Art Festival
- Street's Angel (trophée de basket)
- Margherita Short Movies Fest (festival international du court-métrage)

## Administration
Margherita di Savoia est jumelée depuis 2011 avec la ville américaine de Miami à la suite d'une initiative de la maire Gabriella Carlucci et du président de la fondation Italie-USA Rocco Girlanda.
| Période                                  | Période          | Identité                | Étiquette                                  | Qualité |
| ---------------------------------------- | ---------------- | ----------------------- | ------------------------------------------ | ------- |
| 14 septembre 1987                        | 18 juillet 1990  | Bernardo Lodispoto      | PSI                                        |         |
| 18 juillet 1990                          | 15 février 1991  | Salvatore Bufo          | DC                                         |         |
| 4 mars 1991                              | 7 juin 1993      | Pietro Di Benedetto     | PSI                                        |         |
| 18 juin 1993                             | 28 avril 1997    | Giuseppe Piazzolla      | Liste civique "Torrione"                   |         |
| 28 avril 1997                            | 11 août 1999     | Nunziante Giacomantonio | Forza Italia                               |         |
| 8 septembre 1999                         | 17 avril 2000    | Pasquale Santamaria     | Commissaire extraordinaire                 |         |
| 17 avril 2000                            | 10 décembre 2007 | Salvatore Camporeale    | Centre gauche puis liste civique "Insieme" |         |
| 10 décembre 2007                         | 15 avril 2008    | Sergio Mazzia           | Commissaire préfectoral                    |         |
| 15 avril 2008                            | 6 juillet 2009   | Raffaele Bufo           | Liste civique                              |         |
| 6 juillet 2009                           | 29 mars 2010     | Rachele Grandolfo       | Commissaire extraordinaire                 |         |
| 29 mars 2010                             | 1 octobre 2012   | Gabriella Carlucci      | PdL                                        |         |
| 1 octobre 2012                           | 10 décembre 2012 | Ester Fedullo           | Commissaire préfectoral                    |         |
| 10 décembre 2012                         | 28 mai 2013      | Marcella Nicoletti      | Commissaire extraordinaire                 |         |
| 28 mai 2013                              | 10 juin 2018     | Paolo Marrano           | Liste civique "Per il bene comune"         |         |
| 10 giugno 2018                           | En cours         | Bernardo Lodispoto      | Liste civique                              |         |
| Les données manquantes sont à compléter. |                  |                         |                                            |         |